# Paesaggio con Filemone e Bauci
Paesaggio con Filemone e Bauci è un quadro del pittore fiammingo Peter Paul Rubens. Fu dipinto nell'anno 1620 ed è attualmente conservato al Kunsthistorisches Museum di Vienna.
Il quadro è un paesaggio a tema mitologico. Ovidio racconta di Filemone e Bauci nelle Metamorfosi: un'anziana coppia sposata, gli unici in tutta la Frigia ad accogliere nella propria casa due forestieri, in realtà Zeus e Hermes sotto sembianze umane. Come castigo per non aver trovato ospitalità, Zeus fece sommergere la Frigia da un'inondazione ma salvò Filemone e Bauci, dicendo loro di seguirlo su per una montagna.  
Rubens rappresenta il diluvio come un fiume straripante che sfocia in una cascata, attraversata da un arcobaleno. Il cielo tempestoso si illumina di nuovo. Al lato, le figure degli anziani e di Zeus assistono alla devastazione della terra da parte della tempesta divina.